# Grafkapel op de Württemberg
De Grafkapel op de Württemberg (Duits: Grabkapelle auf dem Württemberg) is een mausoleum in Stuttgart. De kapel bevindt in het stadsdeel Rotenberg, omringd door wijngaarden op de Württemberg hoog boven het Neckardal en werd voor Catharina Paulowna (1788-1819) opgericht, de tweede vrouw van koning Willem I van Württemberg (1781–1864). De koning zelf en hun dochter Marie Frederike Charlotte van Württemberg (1816–1887) werden eveneens in de kapel bijgezet.

## Geschiedenis

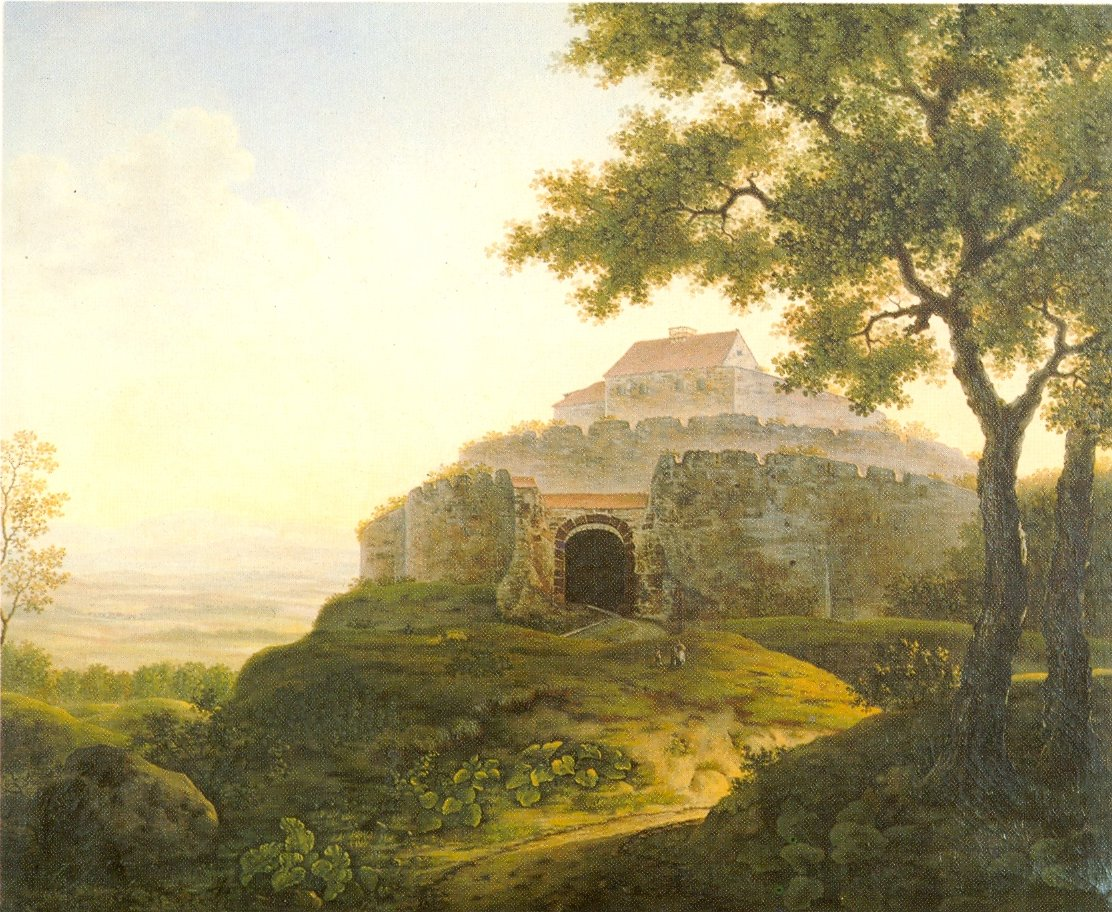
Burcht Württemberg (circa 1820)

De grafkapel werd in de periode 1820-1824 na de dood van koningin Catharina gebouwd naar het ontwerp van de in Italië geboren hofbouwmeester Giovanni Salucci op de plaats van de tot een ruïne vervallen Burcht Wirtemberg, het stamhuis van het adelsgeslacht Württemberg.
De grafkapel diende van 1825 tot 1899 als Russisch-orthodox kerkgebouw. Ook tegenwoordig wordt nog elk jaar op pinkstermaandag een Russisch-orthodoxe dienst gevierd.

## Architectuur
De bouwvorm is duidelijk geïnspireerd op de villa La Rotonda van Andrea Palladio. Zoals bij La Rotonda staan bij de grafkapel naar alle vier windrichtingen identieke portico's om een centraalbouw. Verschil is echter dat de centraalbouw van Palladio kubisch is, terwijl de grafkapel cilindrisch werd uitgevoerd.
In de kapel, die ongeveer 20 meter hoog is en een doorsnee van circa 24 meter kent, staan grote beelden van de vier evangelisten in nissen opgesteld. Net als de beide sarcofagen op vloer van de kerk werden ze van marmer uit Carrara gemaakt naar ontwerp van de Deen Bertel Thorvaldsen. Ze werden door verschillende beeldhouwers gemaakt.

## Afbeeldingen

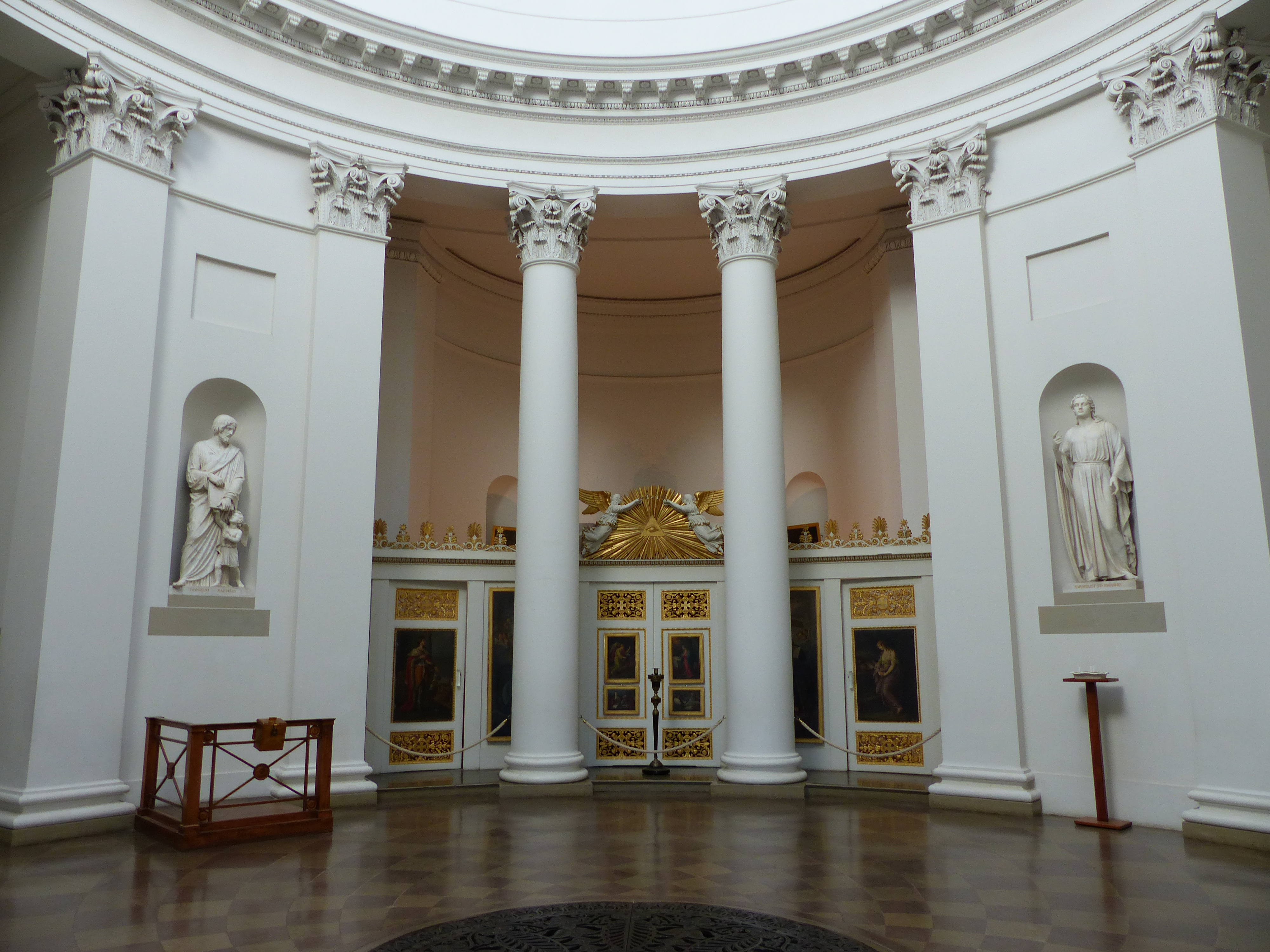
Interieur
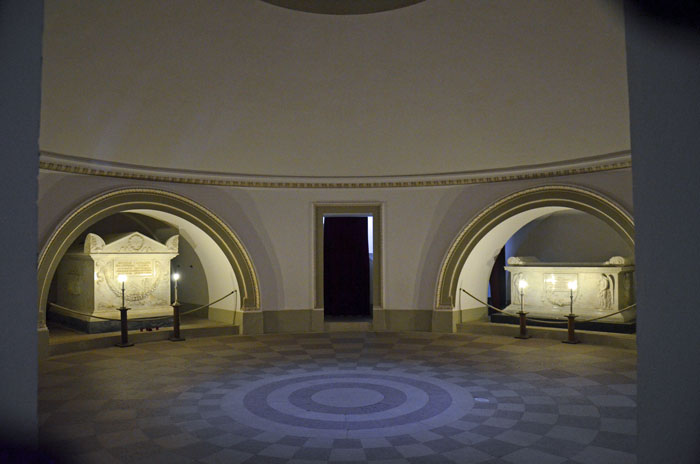
Sarcofagen van het koningspaar (links) en Marie Frederike Charlotte van Württemberg (rechts)
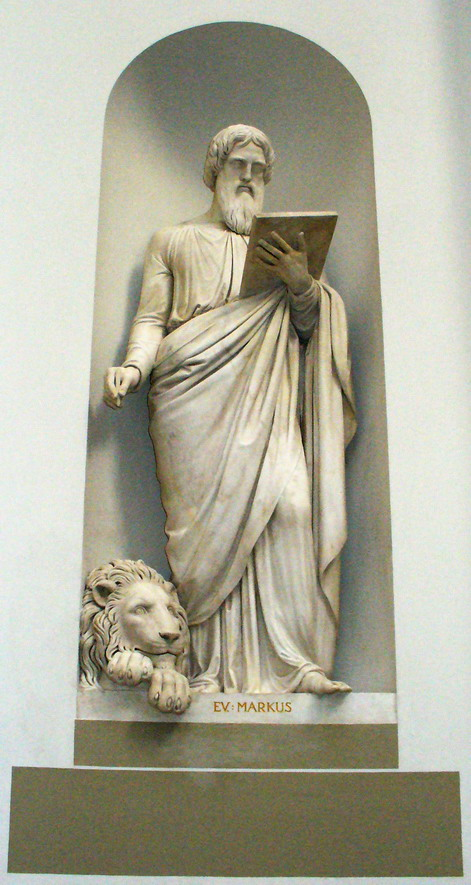
Evangelist Marcus
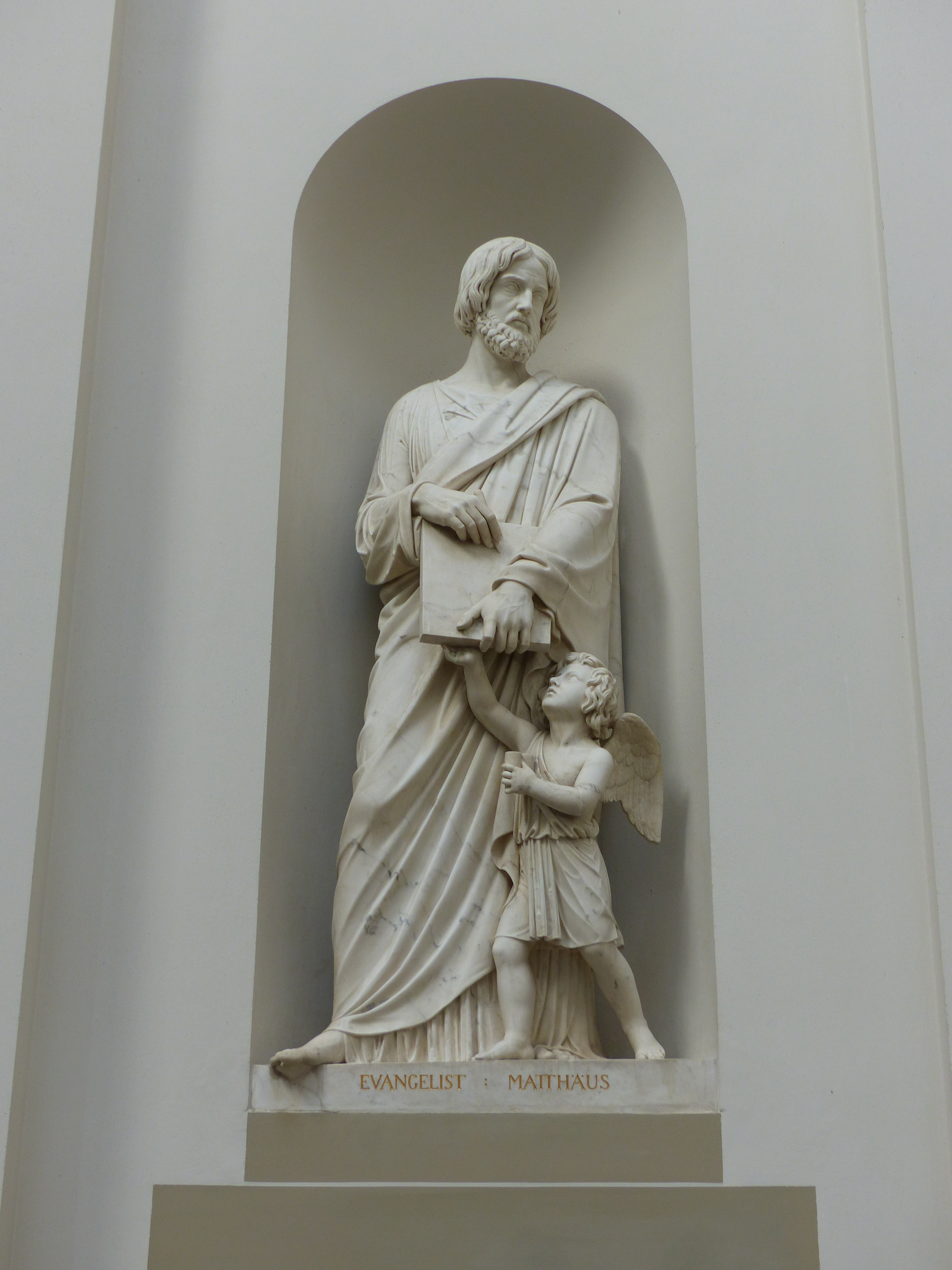
Evangelist Matteüs
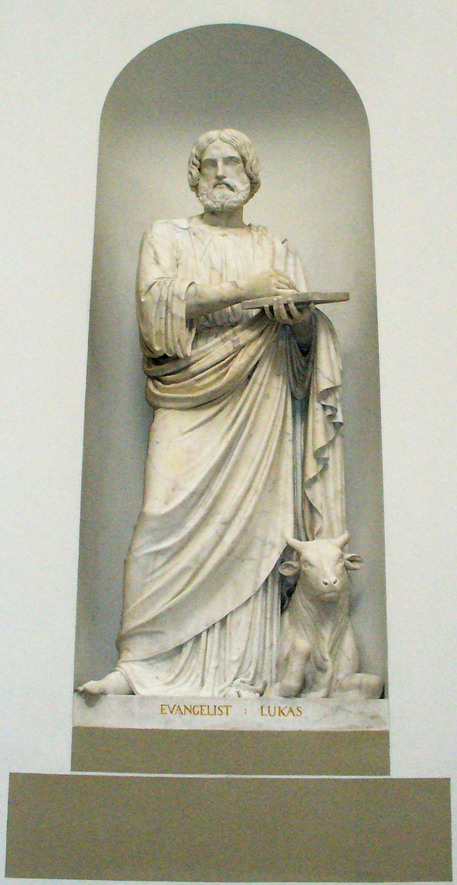
Evangelist Lucas
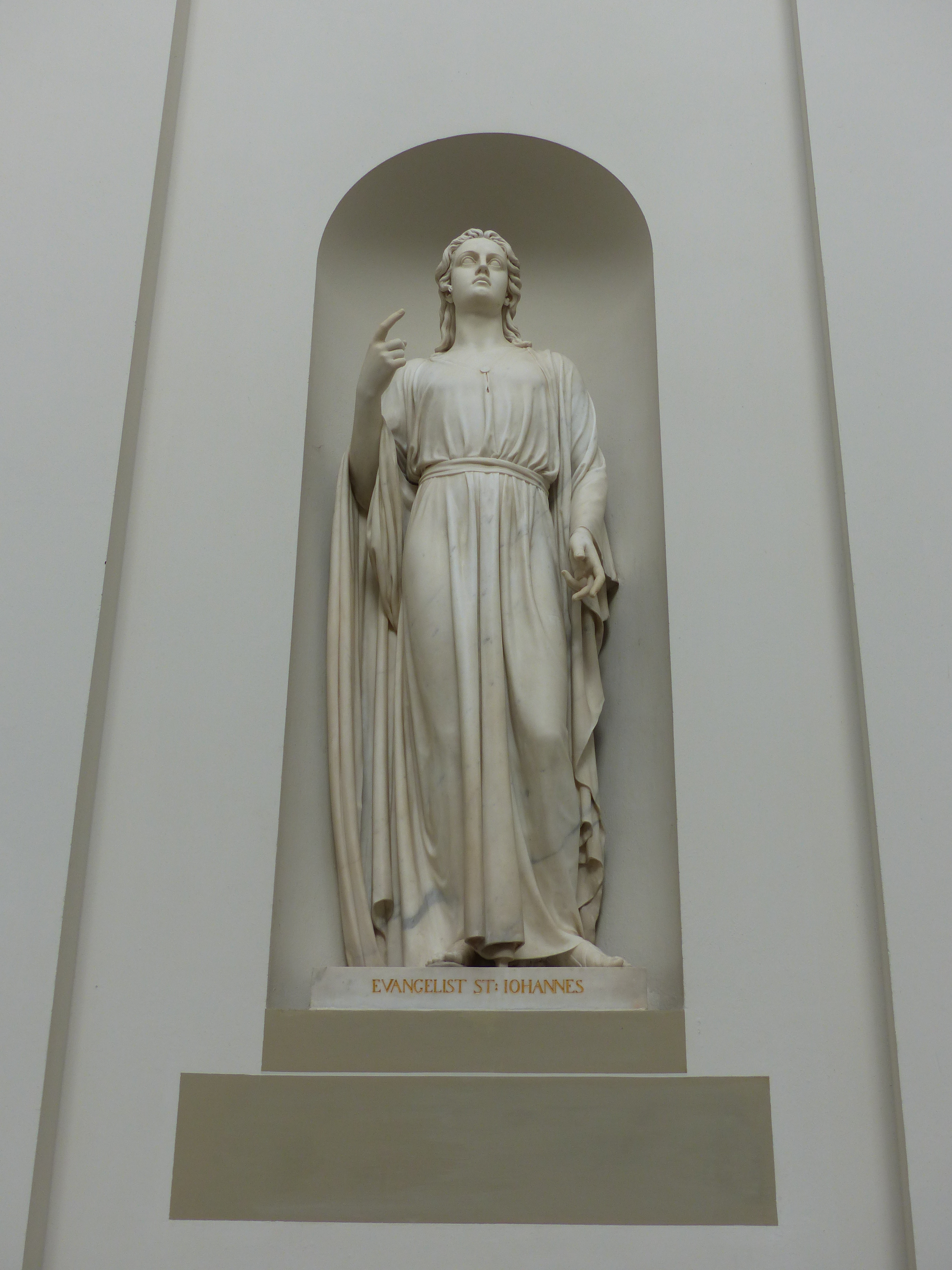
Evangelist Johannes